# Okuno-in
Pour les articles homonymes, voir Okuno.
Un okuno-in (奥之院, litt. « temple du fond ») est, au Japon, un espace sacré appartenant à un lieu de culte bouddhiste ou shintō.

## Description
Au Japon, un okuno-in est un périmètre sacré situé derrière le honden d'un sanctuaire shinto ou derrière le hondō d'un temple bouddhiste. Traditionnellement inaccessible au public, il comprend un bâtiment qui abrite les reliques du fondateur du lieu de culte ou une image sacrée, telle qu'un hibutsu (en) dans le cas de la religion bouddhiste. Partie la plus sacrée d'un complexe religieux bouddhique ou shintō, il est le plus souvent établi au sommet d'une montagne ou à l'intérieur d'un grotte.

## Exemples

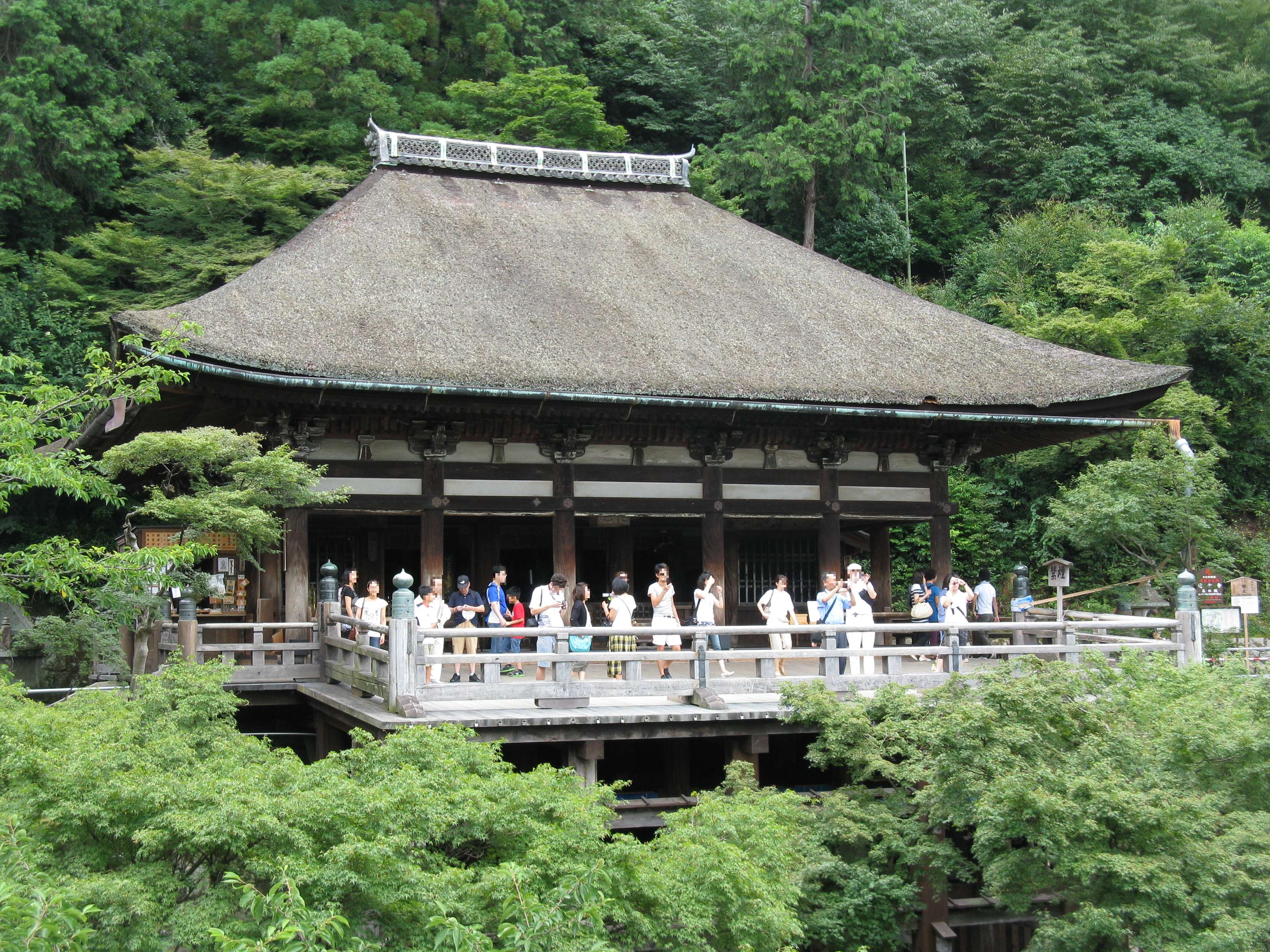
Vue de l'okuno-in du Kiyomizu-dera, à Kyoto.

Le sanctuaire Togakushi, à Nagano, le Tōshōdai-ji, à Nara, le Kiyomizu-dera, à Kyoto, et le Taima-dera, à Katsuragi, possèdent un okuno-in. Dans le bourg de Kōya (préfecture de Wakayama), le mausolée du moine bouddhiste Kūkai est un okuno-in bouddhique, situé au mont Kōya.

### Okuno-indu mont Kōya
L'okuno-in du mont Kōya est un lieu de mémoire consacré au saint bouddhique Kōbō-Daishi (Kūkai). Il comprend divers édifices religieux et un cimetière.

#### Présentation
Le cimetière est le plus grand du Japon et il contient quelque de 200 000 tombes de toutes formes, tailles et époques. Il est situé à une altitude de 800 mètres et est établi dans un bois de cryptomérias (cèdres) centenaires. À proximité se dressent 120 temples ainsi qu'une université d'études religieuses.
Au cœur du cimetière se trouve le temple des lanternes, le tōrō-dō, où deux flammes brûlent sans interruption depuis un millier d'années.

#### Histoire
En l'an 819, le moine Kūkai (appelé Kobo Daishi, « posmortem ») a choisi le mont Kōya comme quartier général du bouddhisme shingon, une des écoles principales du bouddhisme japonais, et qui compte le plus d'adeptes, en dehors de l'Inde et du Tibet. La légende dit que Kūkai n'est jamais mort, mais qu'il a obtenu le Nirvana et reste silencieux, méditant éternellement sur le mont Kōya. 
À l'extrémité du cimetière, Kobo Daishi demeure dans son mausolée (Kobo Daishi Gobyo) dans sa méditation, en se concentrant sur la libération de tous les êtres. 
Au fil des siècles, de grandes personnalités ont voulu être inhumées dans ce lieu, car placer son urne funéraire sous sa protection, c'est avoir la garantie de renaître un jour au paradis. Ainsi, le cimetière est devenu de plus en plus populaire et, compte tenu d'une certaine limite de concessions, les prix des sépultures ont grimpé en flèche.
Quelques tombes sont celles de seigneurs féodaux, comme les shogun Ieyasu Tokugawa ou Hidetada Tokugawa. Beaucoup de personnalités politiques ou de l'industrie ont également leur sépulture dans le cimetière.
Aux alentours, beaucoup de temples se sont ouverts au tourisme et au pèlerinage et fournissent logement dans leurs installations, des shukubo et procurent le shōjin ryōri (repas bouddhistes végétariens).

Cimetière du mont Kōya
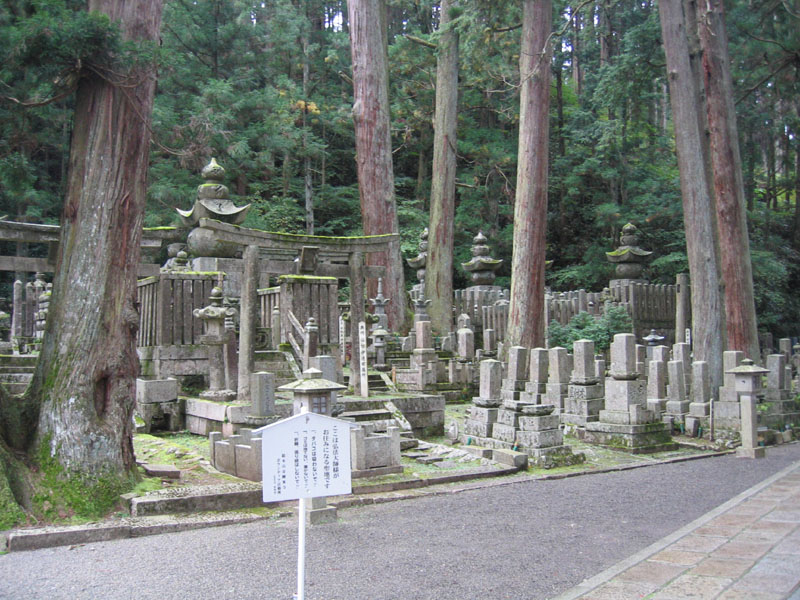
Vue du cimetière.
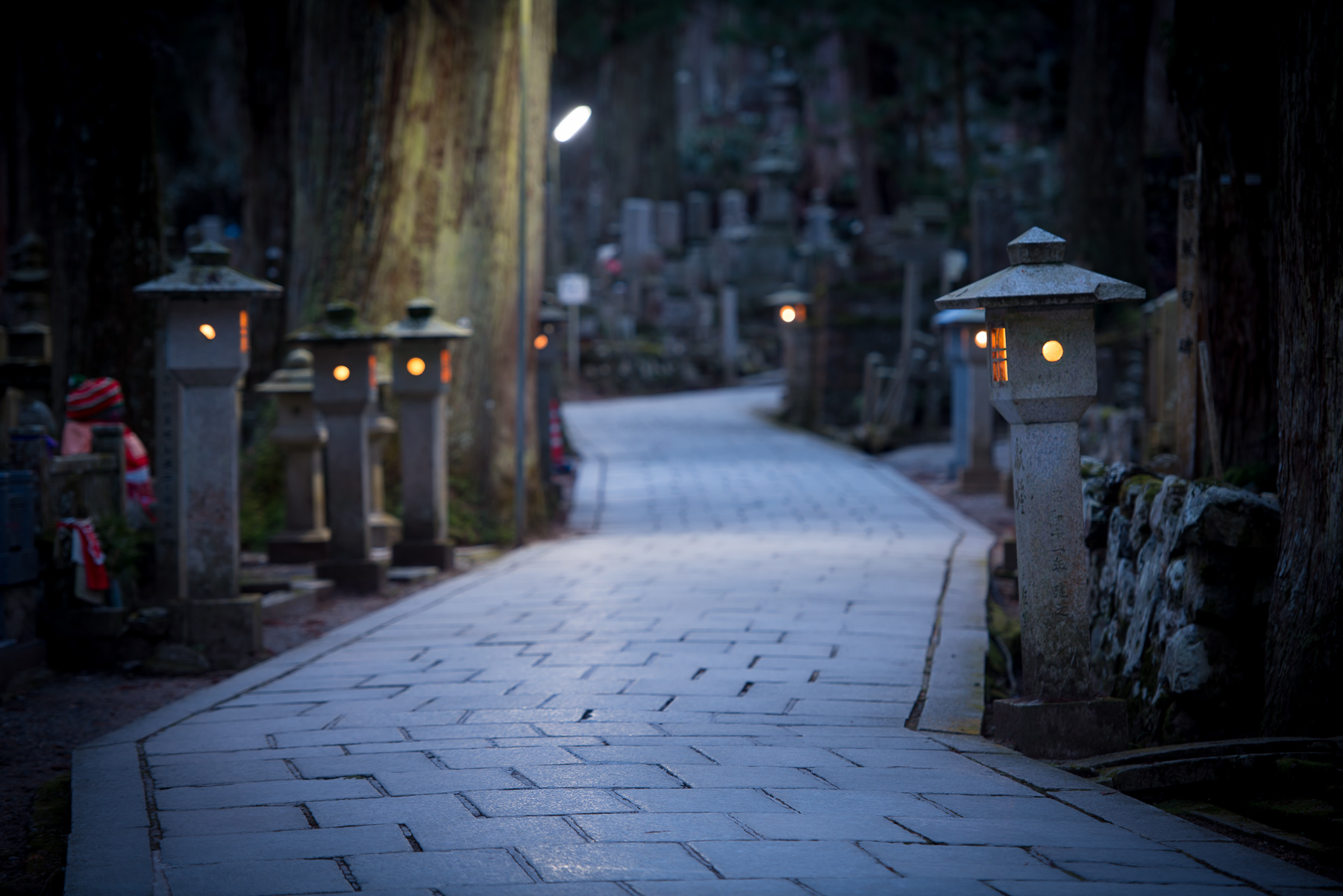
Okuno-in illuminé par des lanternes.
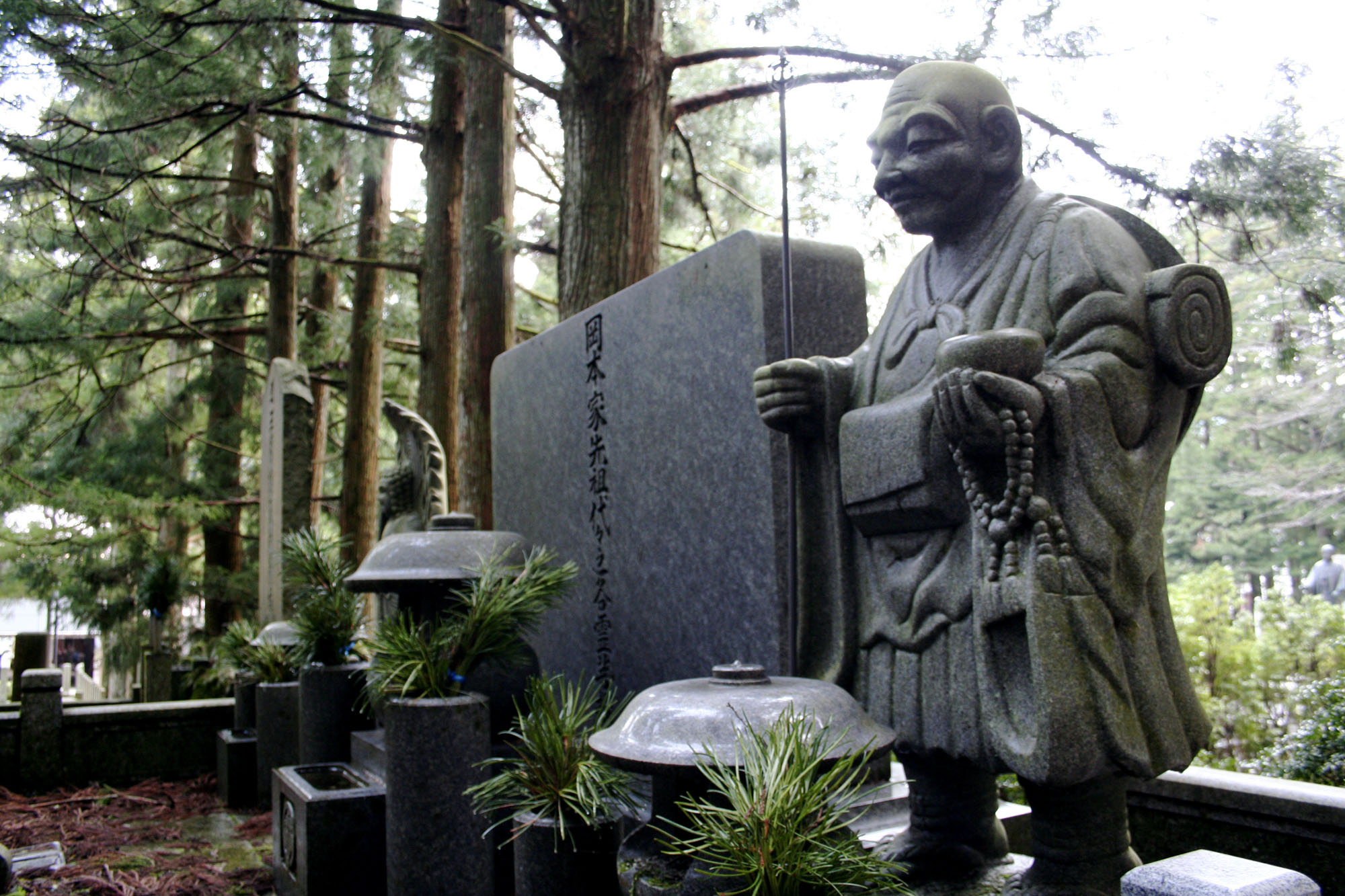
Statue d'un pèlerin sur sa tombe.
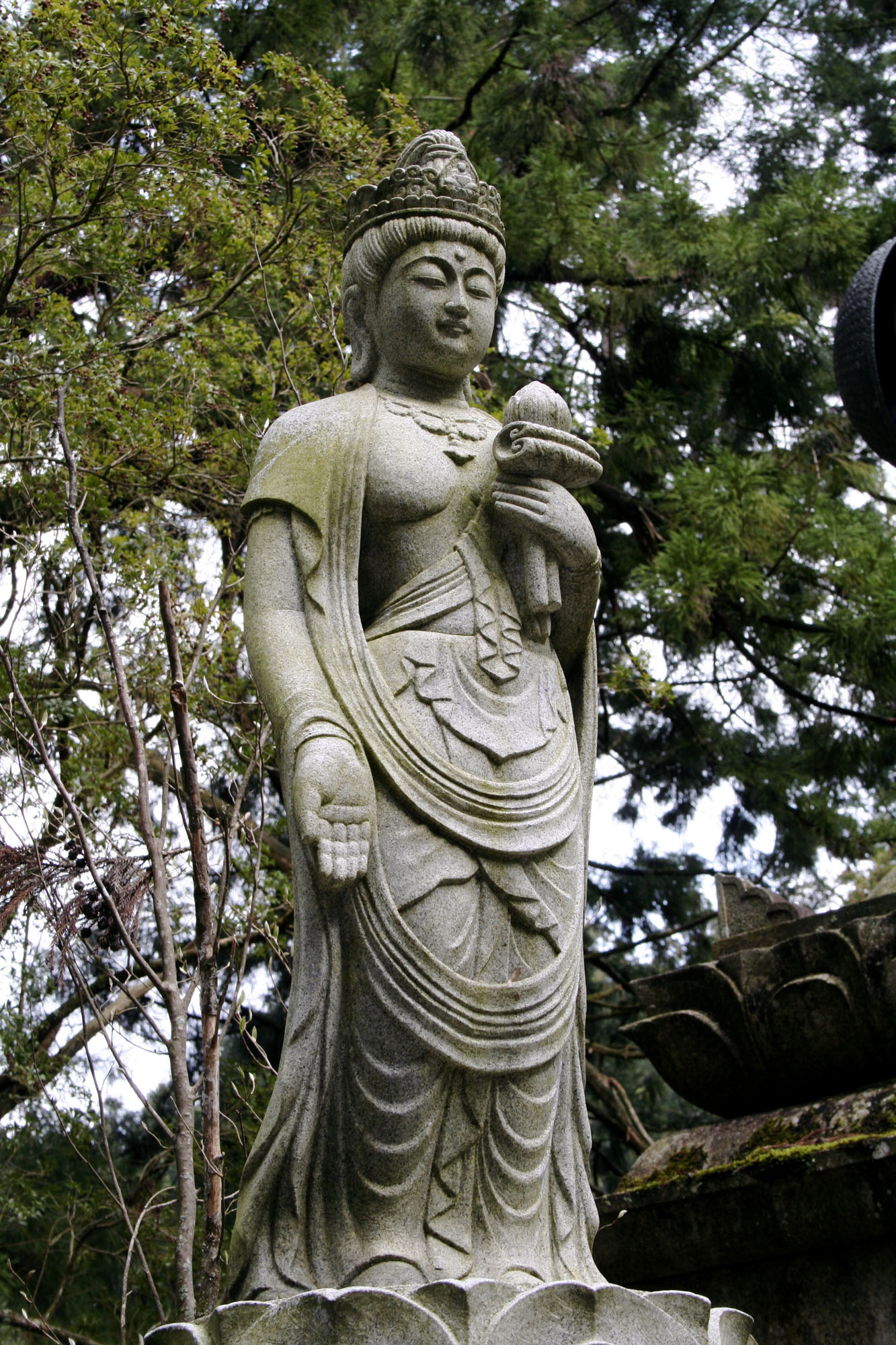
Statue de Kannon.
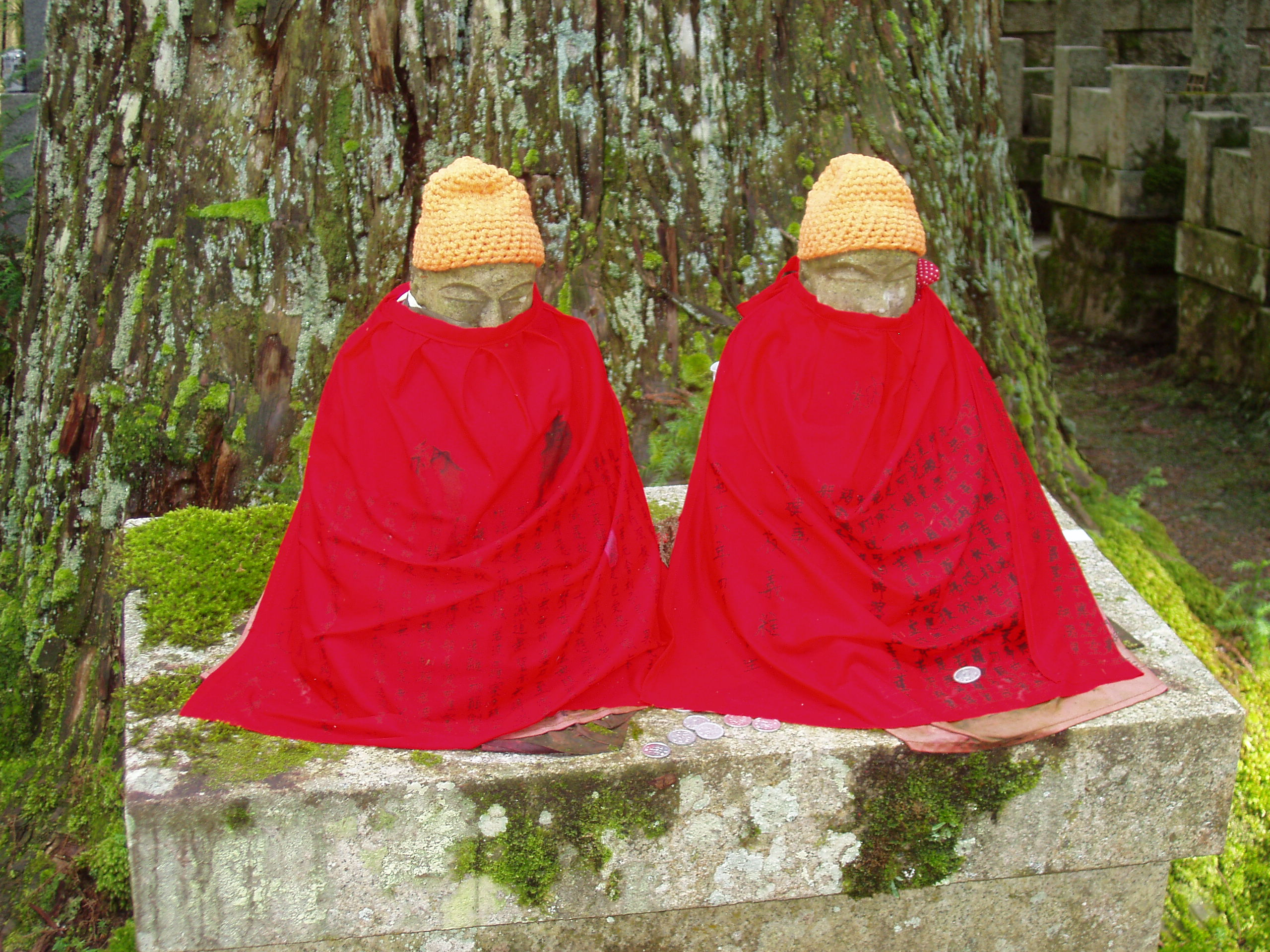
Deux bosatsu jizō.